# Galassia attiva

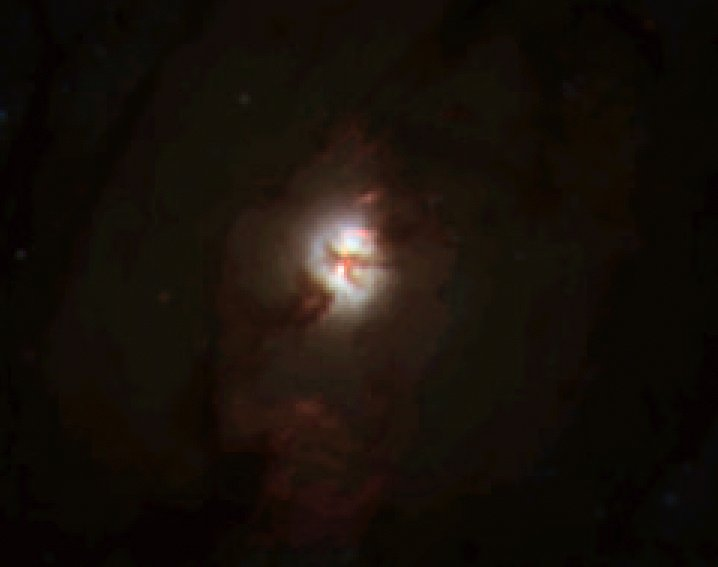
Il nucleo attivo della Galassia Vortice M51.

Una galassia attiva è una galassia dove una frazione significativa dell'energia viene emessa da oggetti diversi dai normali componenti di una galassia: stelle, polveri e gas interstellare. Questa energia, a seconda del tipo di galassia attiva, può essere emessa lungo tutto lo spettro elettromagnetico, onde radio, infrarossi, visibile, ultravioletto, raggi X e raggi gamma.
Spesso viene usata l'abbreviazione AGN (active galactic nuclei, nuclei galattici attivi), perché tutte le galassie attive sembrano essere alimentate da una regione compatta posta al loro centro. Alcune di queste regioni emettono getti di materia che possono essere molto lunghi, trasportando energia verso strutture estese (come nelle radiogalassie). Ma in tutti i casi è il nucleo, il cosiddetto motore centrale, ad essere la fonte di energia.
I nuclei galattici attivi sono le più luminose tra le fonti persistenti di radiazione elettromagnetica nell'universo e lo studio della loro evoluzione può fornire importanti contributi ai modelli cosmologici che cercano di spiegare l'origine dell'universo.

## Scoperta
Il concetto di nuclei galattici attivi fu proposto all'inizio degli anni 1950 dal fisico sovietico Viktor Amazaspovič Ambarcumjan. Inizialmente l'idea di un'attività da parte dei nuclei galattici fu accolta con un certo scetticismo, ma osservazioni degli anni successivi, tra cui la scoperta dei quasar, emissioni radio nelle galassie, esplosioni nei nuclei, portarono ad una generale accettazione del concetto di AGN.

## Descrizione
Secondo il modello standard degli AGN, l'energia che li alimenta è generata dalla materia che cade all'interno di un buco nero supermassiccio di massa compresa tra 1 milione e 10 miliardi di volte quella del Sole.
Quando la materia cade verso il buco nero, il suo momento angolare la costringe a formare un disco di accrescimento attorno al buco nero. L'attrito riscalda la materia e ne cambia lo stato in plasma, e questo materiale carico in movimento produce un forte campo magnetico. Il materiale che si muove dentro questo campo magnetico produce grandi quantità sia di radiazione di sincrotrone che di radiazione termica sotto forma di raggi X. Infatti la temperatura vicino al buco nero è di milioni e forse di miliardi di gradi, in quest'ultimo caso migliaia di volte più calda del centro del Sole. Spesso, vengono osservati getti che si originano dal disco di accrescimento, anche se il meccanismo che porta alla formazione di questi getti è poco compreso.
Tutto questo processo, alimentato dalla gravità del buco nero, è molto efficiente nel trasformare la materia in energia: quasi il 50% della materia in caduta può essere convertito in energia, contro i pochi punti percentuali della fusione nucleare che alimenta le stelle, e i decimi dell'uno per cento della fissione nucleare dei reattori nucleari contemporanei.
Si pensa che quando il buco nero abbia inglobato tutto il gas e la polvere nelle sue vicinanze, semplicemente il nucleo smetta di emettere grandi quantità di radiazione e la galassia diventi "normale". Questo modello è supportato da osservazioni che suggeriscono la presenza di un buco nero supermassiccio, ma tranquillo nel centro della Via Lattea e di molte altre galassie, e spiega facilmente come mai i quasar erano molto più comuni nelle prime ere dell'Universo, quando era disponibile più "carburante".
Questo modello inoltre spiega i differenti tipi di nuclei galattici attivi, che si pensa siano tutti simili tra loro, ma che possono apparire in modo molto diverso a seconda dell'angolo da cui sono visti e dell'ammontare di materia che cade nel buco nero.
Un corollario di questo modello è che una galassia una volta attiva, ma divenuta normale dopo aver esaurito la materia attorno al buco nero (come sembra essere la nostra Via Lattea), possa un giorno "riaccendersi" se nuova materia arriva nei pressi del nucleo.
Secondo recenti ricerche l'attivazione dei buchi neri supermassicci al centro delle galassie che danno origine agli AGN è dovuta alla caduta nel nucleo galattico di nubi di gas come la Nube di Smith: la caduta di queste nubi provoca la nascita di stelle e fornisce materia per alimentare i buchi neri. La caduta di queste nubi avviene con intervalli irregolari e l'AGN appena finito d'inglobare la massa della nebulosa tornerebbe in stato di quiete fino alla caduta successiva.
A parità di massa, le galassie contenenti buchi neri supermassicci rallenterebbero la formazione delle stelle al loro interno. L'attività del nucleo sarebbe strettamente correlata con la formazione stellare all'interno della relativa galassia. Il nucleo attivo inibirebbe il raffreddamento dei gas che altrimenti si disperderebbero consentendo la formazione di stelle.

## Luminosità
I nuclei galattici attivi sono compatti, ma estremamente luminosi e duraturi; la loro luminosità infatti non è limitata a brevi intervalli di tempo, come nel caso delle supernove, ma è persistente in quanto, data l'elevata massa del buco nero che fornisce l'energia necessaria ad alimentarli, il loro limite di Eddington è molto elevato. Si ritiene che al centro della maggior parte delle galassie sia presente un buco nero supermassiccio e che la sua massa sia in correlazione con la dispersione delle velocità nel bulge (il rigonfiamento spesso presente al centro delle galassie) e con la sua luminosità.
Questa luminosità elevata e costante degli AGN è stata sfruttata anche come strumento per calcolare le distanze cosmiche. Il metodo si basa sul raffronto tra la magnitudine assoluta delle galassie e quella apparente vista dalla Terra.

## AGN a bassa efficienza radiativa
Esiste anche un gruppo di soluzioni a bassa efficienza radiativa delle equazioni che governano l'accrezione, le più note delle quali sono i flussi di accrescimento dominati dall'avvezione (in inglese ADAF, Advection Dominated Accretion Flow).
In questi tipi di accrescimento, importanti soprattutto per velocità di accrezione al di sotto del limite di Eddington, il materiale in accrescimento non va a spiraleggiare in modo da formare un disco sottile e di conseguenza non irradia l'energia che ha acquisito durante la fase di avvicinamento al buco nero. Questo accrescimento a bassa efficienza radiativa è stato ipotizzato per spiegare la mancanza di forti emissioni da parte di buchi neri massicci al centro di galassie ellittiche negli ammassi, dove invece ci aspetteremmo grandi velocità di accrezione e conseguentemente elevate luminosità. Ci si attende che i nuclei attivi a bassa efficienza radiativa siano privi di molte delle caratteristiche tipiche degli AGN dotati di disco di accrescimento.

## Tipi di galassie attive

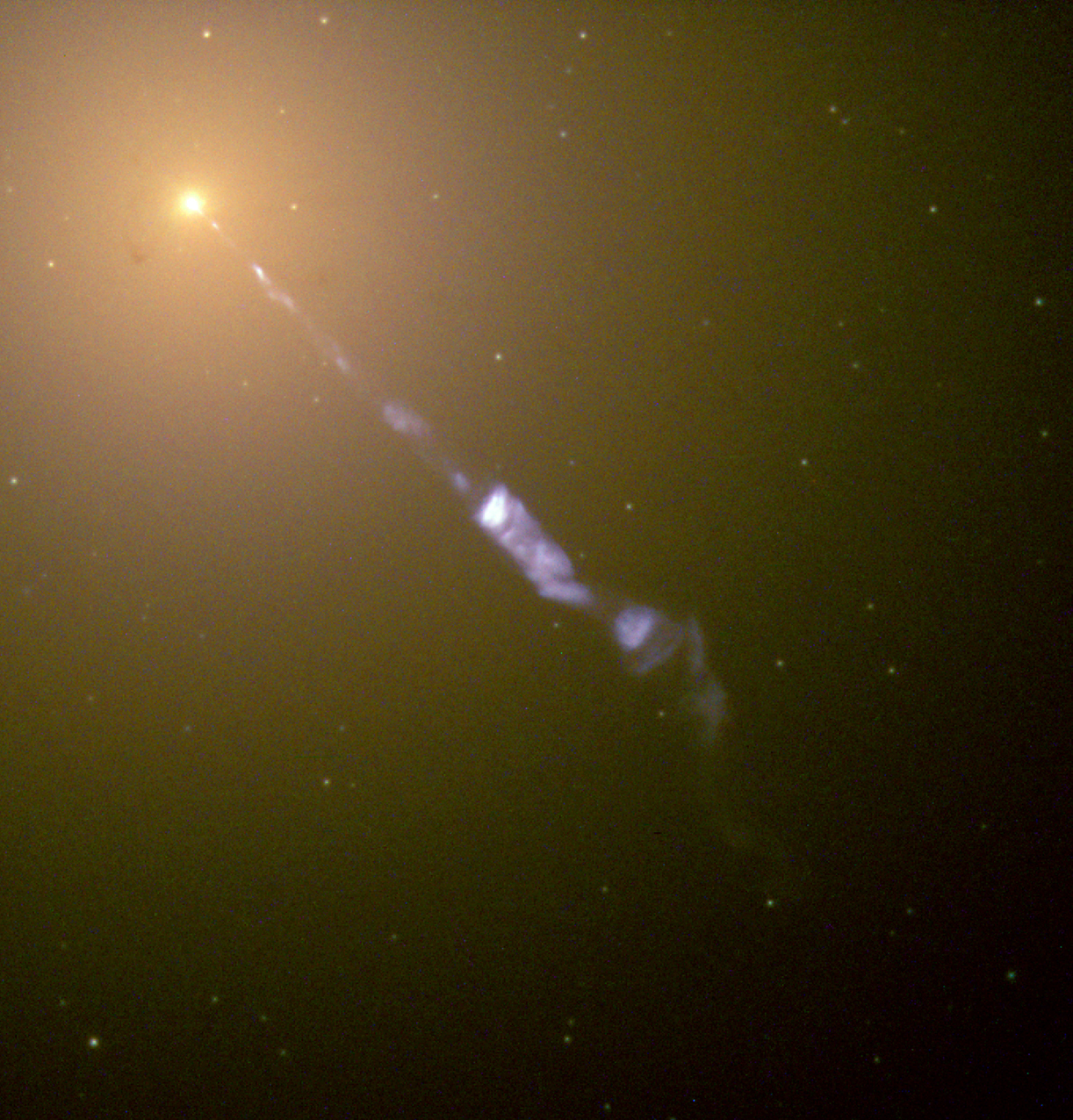
Un getto di 5 000 anni luce (pari a circa 50.000.000 di miliardi di chilometri) viene emesso dalla galassia attiva M87 (il cui nucleo è il tondo giallo in alto a sinistra). Gli elettroni sono accelerati verso l'esterno quasi alla velocità della luce, emettendo luce blu. Immagine ripresa dal telescopio spaziale Hubble.

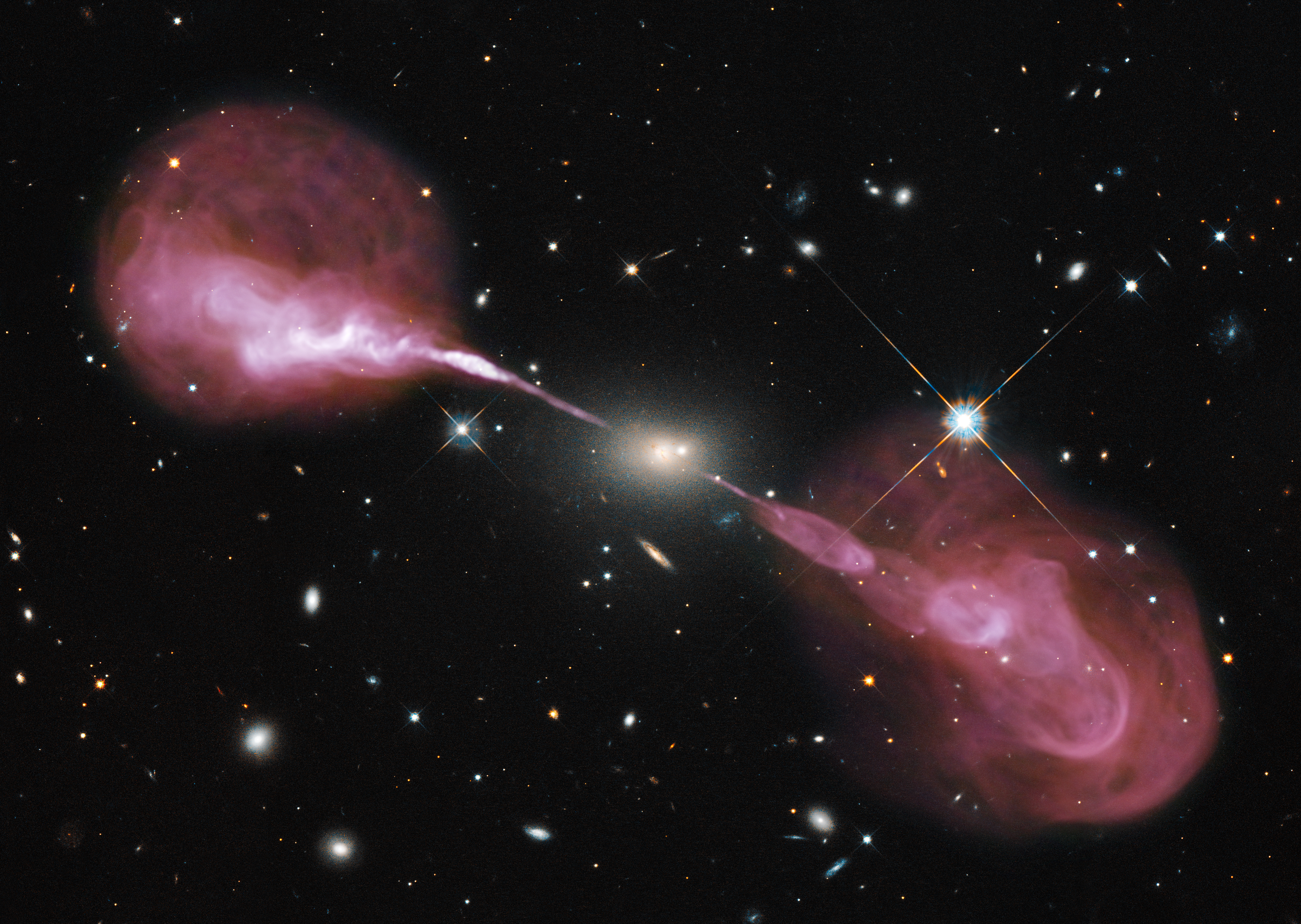
Hercules A, osservata in luce visibile pare una normale galassia ellittica; tuttavia, se osservata nella frequenza delle onde radio, sono visibili due getti di plasma della lunghezza di oltre un milione di anni luce.

Si possono suddividere le galassie attive in due gruppi, a seconda che presentino una forte emissione di onde radio o che invece siano relativamente quiete sotto questo punto di vista. Negli oggetti fortemente attivi la luminosità nelle onde radio, ma probabilmente anche nelle altre frequenze, è dominata dai getti e dai lobi che ne vengono influenzati; negli oggetti in quiete, le emissioni collegate ai getti sono trascurabili.

La terminologia in uso per distinguere i nuclei attivi non è però sempre univoca, in quanto a volte riflette le differenze storiche legate al periodo della scoperta, invece che le reali differenze dal punto di vista fisico.
Le galassie di Seyfert, i quasar e i blazar sono i tipi principali di AGN che emettono radiazione energetica (raggi X e gamma). I quasar, in particolare, sembrano essere gli oggetti più luminosi dell'universo conosciuto.

### Nuclei con forti emissioni radio
- Le galassie di Markarian sono galassie intrinsecamente più brillanti che emettono dalla zona centrale prevalentemente luce blu. Vi si distinguono due tipi principali di galassie di Markarian: le galassie s e le galassie d. Le 'd' sono formate perlopiù di stelle giganti blu mentre le 's' hanno un nucleo molto condensato di aspetto stellare o quasi.
- I quasar attivi nelle onde radio si comportano come gli altri, con l'aggiunta di un'emissione da un getto, per cui mostrano uno spettro continuo nel visibile, linee di emissione larghe e strette, forti emissioni di raggi X assieme a emissioni radio e nucleari.
- Blazar, oggetti BL lacertae e quasar OVV (Optically Violently Variable) sono caratterizzati da emissioni radio e X rapidamente variabili e otticamente polarizzate. Gli oggetti BL Lacertae non mostrano righe di emissione, né larghe né strette, per cui il loro redshift può essere determinato solo in base allo spettro della galassia ospitante. Le caratteristiche delle linee di emissione possono essere intrinsecamente assenti o semplicemente coperte dalla componente variabile; in quest'ultimo caso le linee di emissione risultano distinguibili solo se la componente variabile è debole.[12] I quasar OVV si comportano come gli altri con l'aggiunta della componente rapidamente variabile. In entrambi casi si ritiene che l'emissione variabile abbia origine in un getto relativistico orientato quasi nella nostra linea di vista. Gli effetti relativistici amplificano sia la luminosità del getto che l'ampezza della variabilità.
- Le radiogalassie sono un gruppo eterogeneo di galassie che mostrano un'estesa emissione radio e nucleare. Le altre proprietà sono piuttosto eterogenee. Si possono dividere in due grandi categorie, ad alta o bassa eccitazione.[13][14] I tipi a bassa eccitazione non mostrano forti linee di emissione strette o larghe, e le deboli mostrate potrebbero derivare da un meccanismo di eccitazione differente.[15] Le emissioni nucleare e nel visibile sono compatibili con quelle originatesi solo da un getto.[16][17] Sembrano attualmente i migliori candidati per gli AGN a bassa efficienza radiativa.
Invece gli oggetti ad alta eccitazione (radiogalassie a banda stretta) hanno linee di emissione simili a quelle delle Seyfert-2. Il piccolo gruppo di radiogalassie a banda larga, che mostrano un'emissione nucleare e visibile relativamente forte,[18] probabilmente include anche oggetti che sono in realtà semplicemente radio-quasar a bassa luminosità. Le galassie ospitanti, indipendentemente dal tipo di linee di emissione, sono quasi sempre ellittiche.
La maggior parte delle radiogalassie hanno enormi lobi simmetrici, da cui viene emessa la gran parte della radiazione. Alcune mostrano uno o due getti (l'esempio più famoso è M87 nell'Ammasso della Vergine) che escono direttamente dal nucleo e si dirigono verso i lobi. Si pensa che i getti siano manifestazioni visibili dei getti di particelle di alta energia che alimentano i lobi.

Alcuni dei differenti tipi di galassie attive sono legati dai modelli unificati, in cui sono in realtà lo stesso oggetto visto da differenti angolazioni. L'assorbimento da parte di polveri presenti nella galassia, e gli effetti relativistici di un getto così potente rivolto verso l'osservatore, in questi modelli sono la causa delle differenze. I due modelli unificati principali legano le differenti classi di galassie di Seyfert e di radio galassie, quasar e blazar.
Uno studio effettuato con il satellite Swift nella banda spettrale dei raggi X ha ipotizzato che la differenziazione del tipo di galassie attive (tipo I e tipo II) dipenderebbe essenzialmente dalla quantità del materiale accrescente il buco nero centrale e dalla conseguente quantità di radiazioni che esso emette, a prescindere dall'angolo di osservazione.